# 斉藤仁
斉藤 仁 （さいとう ひとし、1961年1月2日 - 2015年1月20日）は、青森県青森市出身の日本の柔道家。ロサンゼルスオリンピック・ソウルオリンピック柔道男子95kg超級金メダリスト。国士舘大学体育学部教授、同大学柔道部監督、全日本代表監督を務めた。段位は講道館9段。位階は従五位。二人の息子がおり、二男は斉藤立。親戚は同郷青森市出身の元WBA世界フライ級チャンピオンのレパード玉熊。

## 経歴

### 幼少時代
1961年に青森市筒井八ッ橋（のちの筒井2丁目）で生まれ、1967年に市立筒井小学校へ入学。小学校時代には既に体が大きく、相撲をやっていて同級生らからは“水デブ”などとあだ名されていた。
TBS系テレビドラマ『柔道一直線』にて、主人公（一条直也）が特訓して大きな相手を投げ飛ばしたり足でピアノを弾いたりするシーンを見て、「柔道をやれば、出来ない事もやれるようになるのではないか」と思ったのがきっかけとなり、父に「死ぬまで柔道をやるから」と誓って柔道着を買ってもらい、柔道を始め、アニメ『アニメドキュメント ミュンヘンへの道』の影響でいつしか自然と五輪を目指すようになっていったという。
1973年には市立筒井中学校へ入学して柔道部に所属。引き続き相撲と掛け持ちで柔道の稽古に励むも、中学3年生になった時に当時の顧問が他校へ転任する事となり柔道部は休部の危機に。代わりの顧問を見つける事を条件に休部を免れた斉藤たちは、半ば泣き落としのような形で同校教諭の吉田に顧問を引き受けて貰う事となった。以後は柔道経験の無い吉田が用意してくれた夏井昇吉著の『柔道入門』が先生代わりとなり、当時14,5人の部員達は本が黒くなるまで交代で読み回したという。この結果、斉藤は3年次の青森県中学校体育大会夏季大会の重量級で優勝を果たした。

### 上京・国士舘へ
1976年に筒井中学校を卒業して東京の国士舘高校へ入学した。高校2年の夏、金鷲旗大会では3位に終わったもののインターハイでは団体決勝戦で代表戦に出場してこれに快勝し、国士舘高校を東京勢初の優勝校に導いた。翌78年も金鷲旗大会でこそ優勝には及ばなかったものの、インターハイでは団体優勝して2連覇を達成したほか、個人戦でも大宮工業高校の今川直明に次ぐ準優勝という成績を残している。
1979年に国士舘高校から国士舘大学体育学部へ進学すると、同年10月の全日本学生選手権では1年生ながらに首尾よく勝ち進み、決勝戦で後に永く斉藤の前に立ちはだかる事となる当時全日本3連覇中の山下泰裕5段（東海大学4年生）と初めて対戦。ポイントこそ奪えなかったものの返し技で山下をグラつかせるなど善戦し、最後は崩上四方固に抑え込まれて敗れた。それでも翌日の新聞では一面で、その活躍振りから“ポスト山下”や“山下2世”といった具合に書き立てられたという。
斉藤は大学時代、1979年から81年まで全日本新人体重別選手権の重量級を3連覇し、4年次の1982年には全日本学生体重別選手権を獲得するなど当時の学生柔道界において頭一つ抜きん出た存在であった。シニアでも全日本選抜体重別選手権で81年に優勝し、檜舞台の全日本選手権では81年・82年と連続して出場して、それぞれ遠藤純男6段と松井勲5段に敗れたもののその名を全国に知らしめた。また、団体戦では国士舘大学チームの主軸として全日本学生優勝大会で81年と82年に同大を準優勝と3位へ導いている。

### 2度の世界王者に
1983年に大学を卒業すると体育学部助手として国士舘に残り、直後4月の全日本選手権では3回戦まで難なく勝ち上がって準決勝戦では天理大学学生の正木嘉美3段との巨漢対決に。激しい攻防の末に両者とも決定的なポイントは無かったが、大外刈・大内刈・体落・背負投と果敢に攻め続けた斉藤が判定勝を得て、全日本3度目の出場で自身初となる決勝進出を果たした。大会7連覇を狙う山下泰裕5段との決勝戦では、大外刈等で攻める山下に対して斉藤は必死に堪えながら応戦して互角の試合を展開するも、試合終了間際に斉藤の大外刈を山下が小外刈で返して場外ながらも斉藤に尻もちを付かせたのが材料となり、旗判定では山下に旗が2本上がって斉藤は準優勝で大会を終えている。
それでも10月にモスクワで開催された世界選手権に無差別級で出場すると優勝を果たし、同じく重量級を制した山下と共に世界チャンピオンの栄冠を得た。
翌84年には、4月の全日本選手権で松井勲5段との準決勝戦以外は危なげ無く勝ち上がり、大方の予想通り8連覇を狙う山下5段と世界選手権者同士の決勝戦に。試合は前年同様一進一退の攻防となるも最後は山下の優勢勝となり、斉藤にとっては前年の雪辱には至らずまたも準優勝に甘んじた。8月のロサンゼルス五輪で日本は山下を無差別級、斉藤を95kg超級代表に据えて臨んだ。斉藤は前大会王者のアンジェロ・パリジを破って優勝、世界選手権と同様に山下と2人揃っての金メダルを獲得した。
ただし斉藤は、世界王者に2度輝きながら山下に勝てず全日本で優勝していないこの頃の心境を「五輪で金メダルを獲りながら自分は本当の世界一ではない、という蟠（わだかま）りが心の中に常に残っていた」「最初は憧れ・目標の存在であった山下さんを倒す事が自分の宿命だと、次第に感じるようになっていった」と著書の中で述懐している。とりわけ“山下2世の斉藤”というように、自分の名前が呼ばれる時に必ず“山下”の名前で形容される事には非常に抵抗があったようである。

### 山下と最後の激闘
打倒・山下に執念を燃やした斉藤は、全日本決勝が10分の長丁場である事を踏まえスタミナ対策に勤しみ、また山下の得意技である大外刈対策として大外返の特訓に打ち込んで、1985年4月の全日本選手権に臨んだ。
大会では初戦で百田秀明5段、2回戦で栗原三千男4段、3回戦で渡辺浩稔3段、4回戦となる準決勝戦で滝吉直樹4段を降して決勝戦に進出。決勝で三たび山下と対戦すると、中盤に山下が仕掛けた大外刈のフェイントからの支釣込足を空振りさせた所を作戦の特訓していた大外返にいったが、山下の技が大外刈ではなかったのでできず、浴びせ倒し背中から山下を倒す格好となったが、この技は審判から有効な技と見なされず、その後山下は攻勢に出て斉藤がやや守りの姿勢に入って試合が終了した。浴びせ倒しは技とみなされていないので一本は取れないが他の投げのスコアは取ることが可能であった。佐藤宣践や斉藤の国士館高校時代の監督であった川野一成やNHKはスコアが与えられなかったのは山下のスリップ、自爆とみなされたためであろう、とした。終了と同時に勝利を確認した斉藤がガッツポーズを出す場面もあったが、中盤に繰り出された斉藤の返し技がどのように判断されるか注目される中で結局判定の大きな材料とはならず、逆に試合終了間際まで物凄い形相で技を出し続けた山下が旗判定で優勢勝ちして大会9連覇を達成。主審は斉藤優勢としたが副審2名が山下優勢とした。結果として、この大会を以って引退した山下とは8度対戦しながら斉藤は一度も勝てずに終わっている。それでも最初は一本負だったのがその後は指導・注意・僅差と、次第に山下との実力差が縮まっていったのも事実であった。
なお、斉藤は試合後に山下の残した「本当はロス五輪の後で引退しようと思っていた。でも、最後は斉藤の挑戦を受けてから引退しようと考え直した」との言葉に感激し、斉藤は「こんな人に出会えた自分は幸せ」「山下さんがいたからこそ、それに向かう努力・研鑚というプロセスも生まれた」と感謝の言葉を述べている。

### ソウルでの屈辱
山下の引退後は柔道界のトップに立つと期待された。85年9月にソウルで開催された世界選手権に出場すると、決勝戦で地元・韓国の趙容徹と対戦。この試合では趙が開始すぐ立った姿勢から腕挫腋固を仕掛けて一挙に体を捨てると、「バキッ」という音と共に斉藤は釣り手である左腕の肘を脱臼して試合続行不可能となり、棄権負となった。これに対して日本選手団は、趙が施した立ち姿勢から体を捨てる腕挫腋固はIJF試合審判規定28条で示されているように警告に該当する反則技なのではないかとIJFに質問状を提出したが結果として徒労に終わり、斉藤にとって2度目の世界選手権は最悪の結果となった。これについて斉藤は後に「（山下が引退し）これから自分の時代だ、という気負いが逆に心の隙を生んだ」「相手の技を返す事を考えて受けの柔道になっていた事が最大の敗因」と述懐している。
ソウルでの大怪我の後は腕も細くなり左手に力が入らない状態であった。それでも斉藤は柔道界を背負わなければという使命感から腕にチューブを巻いて練習に打ち込んだが、全国の猛者が集う全日本選手権では手負いの状態で勝てるはずもなく、翌86年大会は準決勝戦で藤原敬生5段に1-2の判定で惜敗し3位にとどまった。
それでも同年10月のアジア大会と嘉納杯では優勝を果たしている。
1987年には全日本初制覇を意気込んで練習に励むも、大会直前の3月に右膝を捻り半月板損傷・十字靭帯および外側靭帯の断裂という大怪我をして本大会出場は叶わず。手術を受けて療養のため群馬県の上牧温泉病院に入院したが、自暴自棄になってリハビリにも力が入らず「周囲から見たら不快な患者だったのではないか」と斉藤。
そんな中、手が不自由な老人が懸命に手を動かす姿を見て斉藤は「本来ならば世界チャンピオンの自分が周囲の患者を励ます立場じゃないか」と猛省し、その後はもう一度畳の上に立つ事を誓ってリハビリに励んだという。

### ソウルで金メダル
度重なる大怪我で限界説も囁かれた斉藤だったが、懸命のリハビリの末に再び道衣を身に着けると直後3月の全日本選手権東京予選に優勝し、ソウル五輪への出場権を懸け不退転の決意で1988年の全日本選手権に出場した。大会3連覇を狙う正木嘉美5段や前年準優勝の元谷金次郎5段、学生ながら前年の世界選手権無差別級王者となった小川直也4段に、既にベテランの域となっていた斉藤を加えた4人の激突に注目が集まり、大会本戦ではまずこのうちの元谷と小川が3回戦で姿を消した。必然的に決勝戦は正木と斉藤との争いとなり、会場の日本武道館が大いに湧き立つ中での決勝試合は両者の激しい攻防となったが、復活戦での優勝を狙う斉藤が終始気迫の攻めを展開し、試合時間一杯後の旗判定では文句無しに斉藤の優勢勝が宣せられて悲願の全日本初制覇を成し遂げた。
続く6月の全日本選抜体重別選手権でも決勝戦で小川を効果で破り、これらの活躍を以って斉藤はソウル五輪の重量級代表に選出された。
ソウル五輪本番では斉藤の出場する重量級までの階級で他の日本代表選手は全員が金メダルを逃しており、東京五輪より続く日本柔道の金メダル連続獲得記録が斉藤に託されるという状況であった。その大変な重圧の中で準々決勝戦までの3試合を得意の寝技で一本勝すると、準決勝戦では因縁の相手である韓国の趙容徹を注意で破った。そして迎えた決勝戦では東ドイツのヘンリー・ストールを警告で降して五輪重量級2連覇を達成し、大会の柔道競技で日本人唯一の金メダリストとなってお家芸・日本の威信を一人で守り抜く形となった。
なお、中学時代に斉藤ら柔道部員の熱意を買って柔道部の代理顧問を務め休部の危機を阻止してくれた吉田教諭が、斉藤のためにソウルまで応援に駆け付けてくれていたという。

### 指導者として
1989年3月に現役を引退。
以後は1990年8月から2000年3月まで国士舘大学柔道部監督を務めた。就任に際しての斉藤の目論みは自身の現役時代の練習法を学生達に叩き込んで鍛え上げるつもりだったが、意に反し国士舘は永く低迷期に陥ってしまう。
2年程したある日、大学後輩の山内直人（当時旭化成所属）から「先輩は偉大過ぎで怖過ぎ」「先輩が学生のレベルに合わせないと」と洩らされて、ふと我に帰ったという。すなわち、学生達は体力も体格も性格も1人1人違うにもかかわらず自分のやり方を押し付けたので、学生達が萎縮している現状を突き付けられた。以後は体力別の練習メニューを採り入れたほか、学生達と話し合う時間を長く取って、また時には一緒に酒を飲んでバカをやって、コミュニケーションを取るよう心掛けたという。
徐々にこうした試行錯誤の成果が表れて、1999年には学生の団体戦で3連覇を達成。とりわけ教え子の1人である鈴木桂治については、深夜3時までマンツー・マンで指導する程までに目を掛けていたようである。
一方で、1992年より山下泰裕監督率いる全日本代表の重量級担当コーチを2期8年務め、更にシドニー五輪の大会後から山下の後任として監督の重責を2期8年務めた。斉藤曰く、「コーチの時の空気と、監督という柱の上に立った時の空気では全然違う」「口では言えないぐらいの重圧」との事。
アテネ五輪と2008年の北京五輪では男子日本代表は全体的に決して芳しいとは言えない結果であったが、それでも教え子の鈴木と石井慧を金メダルに導き、かつて自らが築いた重量級世界一の系譜を死守した。
北京五輪後に代表監督を辞して全日本強化副委員長となり、2012年には強化委員長に昇格。
またこの間、2007年には講道館の鏡開きの際に形の演武を行い「オリンピックより緊張した」とコメントを残している。

### 発病・死去
2013年に肝内胆管がんが判明し、以後は闘病生活に入りながら指導に当たった。次第にやせ細っていく姿は誰の目にも明らかであったが、それでも周囲に心配を掛けまいと、体調が優れず稽古や試合に顔を出せない時には胃潰瘍やインフルエンザ等と気丈に話していたという。
1年以上の闘病生活の後、2015年1月20日2時56分、肝内胆管がんに伴うがん性胸膜炎のため、大阪府東大阪市内の市立総合病院で死去。54歳没。
2月17日、日本国政府は没日に遡って従五位に叙し旭日小綬章を追贈。また講道館からは柔道界に対する功績を讃え九段位に列せられた。
死の前日、妻は斉藤に「今日は（子どもたちに）稽古休ませる? 子どもと一緒にいる?」と声をかけたが、斉藤は力を振り絞って「行け」と言った。これが子どもたちにかけた最後の言葉となった。
斉藤は生前、指導のモットーとして「チャンピオンは勝者だが、チャンピオンだけが勝者ではない、3~4年の部活動の中で自分の力を出し切る努力を成し遂げた人もまた勝者」「たとえレギュラーになれなくても、柔道をやっていて良かったと思える修行の仕方をして貰いたい」と著書の中で述べていた。
3月15日に東京プリンスホテルにて催した「お別れの会」には1,300人が参列した。会場には斉藤の座右の銘だった「剛毅木訥」の文字が掲げられ、嘗てのライバル・山下泰裕全柔連副会長や教え子の国士大監督鈴木桂治、全日本柔道連盟会長の宗岡正二が弔辞を述べた。

### 殿堂入り
2018年9月には国際柔道連盟(IJF)の殿堂入りを果たした。

## 戦績
(無差別以外は全て重量級ないしは95kg超級での成績)
- 1977年 -  インターハイ 団体戦 優勝
- 1978年 -  インターハイ 個人戦 2位 団体戦 優勝
- 1979年-1981年 -　全日本新人体重別選手権大会 3連覇
- 1979年 -　全日本学生選手権大会 無差別 2位※
- 1980年 -  環太平洋選手権大会 無差別 3位
- 1980年 -　全日本学生選手権大会 優勝
- 1980年 -　アメリカ国際大会 95kg超級 無差別 ともに優勝
- 1980年 -　世界学生選手権大会 優勝
- 1981年 -  環太平洋選手権大会 優勝
- 1981年 -　全日本選抜体重別選手権大会 優勝
- 1981年 -　全日本学生選手権大会 95kg超級 5位 無差別 優勝
- 1981年 -　アジア選手権大会 優勝
- 1981年 -　日本国際大会 95kg超級 2位※ 無差別 優勝
- 1981年 -　全日本選抜団体選手権大会 3位
- 1982年 -　ソ連国際大会 95kg超級 3位 無差別 優勝
- 1982年 -　全日本選手権大会 3位
- 1982年 -　全日本学生体重別選手権大会 優勝
- 1982年 -　世界学生選手権大会 無差別 団体戦 ともに優勝
- 1982年 -　全日本学生優勝大会 3位
- 1982年 -　全日本選抜体重別選手権大会 2位※
- 1982年 -　嘉納杯 無差別※ 2位 団体戦 優勝
- 1983年 -　正力国際杯 無差別 団体戦 ともに優勝
- 1983年 -　全日本選手権大会 2位※
- 1983年 -　全日本選抜体重別選手権大会 2位※
- 1983年 -　世界選手権大会 無差別 優勝
- 1984年 -　全日本選手権大会 2位※
- 1984年 -　ロサンゼルスオリンピック 優勝
- 1985年 -　全日本選手権大会 2位※
- 1985年 -　全日本選抜体重別選手権大会 優勝
- 1985年 -　世界選手権大会 2位
- 1986年 -　全日本選手権大会 3位
- 1986年 -　アジア大会 優勝
- 1986年 -　嘉納杯 無差別 優勝
- 1988年 -　全日本選手権大会 優勝
- 1988年 -　全日本選抜体重別選手権大会 優勝
- 1988年 -　ソウルオリンピック 優勝

※は、山下泰裕が決勝の対戦相手（通算8戦8敗）

## 著書
- 『じょっぱり柔道』（1989年2月、国書刊行会） ISBN 4-336-02293-3
- 『スポーツグラフィック 柔道』（1997年6月、成美堂出版） ISBN 4-415-08519-9
- 『常勝力』（2008年7月、幻冬舎） ISBN 4-344-01536-3

## エピソード
- ビッグコミックスピリッツ連載の、吉田戦車『伝染るんです。』に登場する人面カブトムシ「斎藤さん」のモデルとされ、同誌連載の浦沢直樹『YAWARA!』の登場人物「犀藤」のモデルでもある。
- また、雑誌『近代柔道』にて漫画家小林まこととの対談で斉藤自ら出演したい旨の発言をし、小林が当時ヤングマガジンにて連載中だった『柔道部物語』で主人公の恩師の後輩役遠藤 忠として登場している。
- 3歳年長の山下泰裕の全日本選手権9連覇のうち、斉藤は最後3年間の決勝戦の対戦相手であった。現役時代はライバルと称されたが、ソウルオリンピックでは「先輩行ってきます」「頼んだぞ」という言葉を交わした逸話が残されており、現役時代から信頼関係はあった。また、共に指導者となった後は更に深い信頼を寄せる間柄となっていた[3]。
- 1984年ロサンゼルス五輪レスリング銀メダリストの赤石光生ならびに1990年にプロボクシングWBA世界フライ級チャンピオンとなったレパード玉熊とは親族関係である。なお、玉熊とともに青森県市民栄誉賞を受賞している。